# Brinon-sur-Sauldre
Brinon-sur-Sauldre é uma comuna francesa na região administrativa do Centro, no departamento Cher. Estende-se por uma área de 110,7 km². Em 2010 a comuna tinha 993 habitantes (densidade: 9 hab./km²).